# Estadio Santa Laura-Universidad SEK
Estadio Santa Laura-Universidad SEK, tidigare enbart Estadio Santa Laura (1923-2009), är en fotbollsarena som ligger i kommunen Independencia (närmast stationen Einstein på tunnelbanans linje 2) i den norra delen av Santiago i Chile och är främst huvudarena för fotbollslaget Unión Española. Arenan byggdes mellan 1922 och 1923 och invigdes slutligen i maj 1923 och hette då enbart Estadio Santa Laura. Inför säsongen 2009 gjordes en renovering av arenan som numera tar 22 000 åskådare och den 2 juni byttes namnet till Estadio Santa Laura-Universidad SEK. Fotbollsplanen är av gräs och är 105 gånger 68 meter stor.